# Zavareh

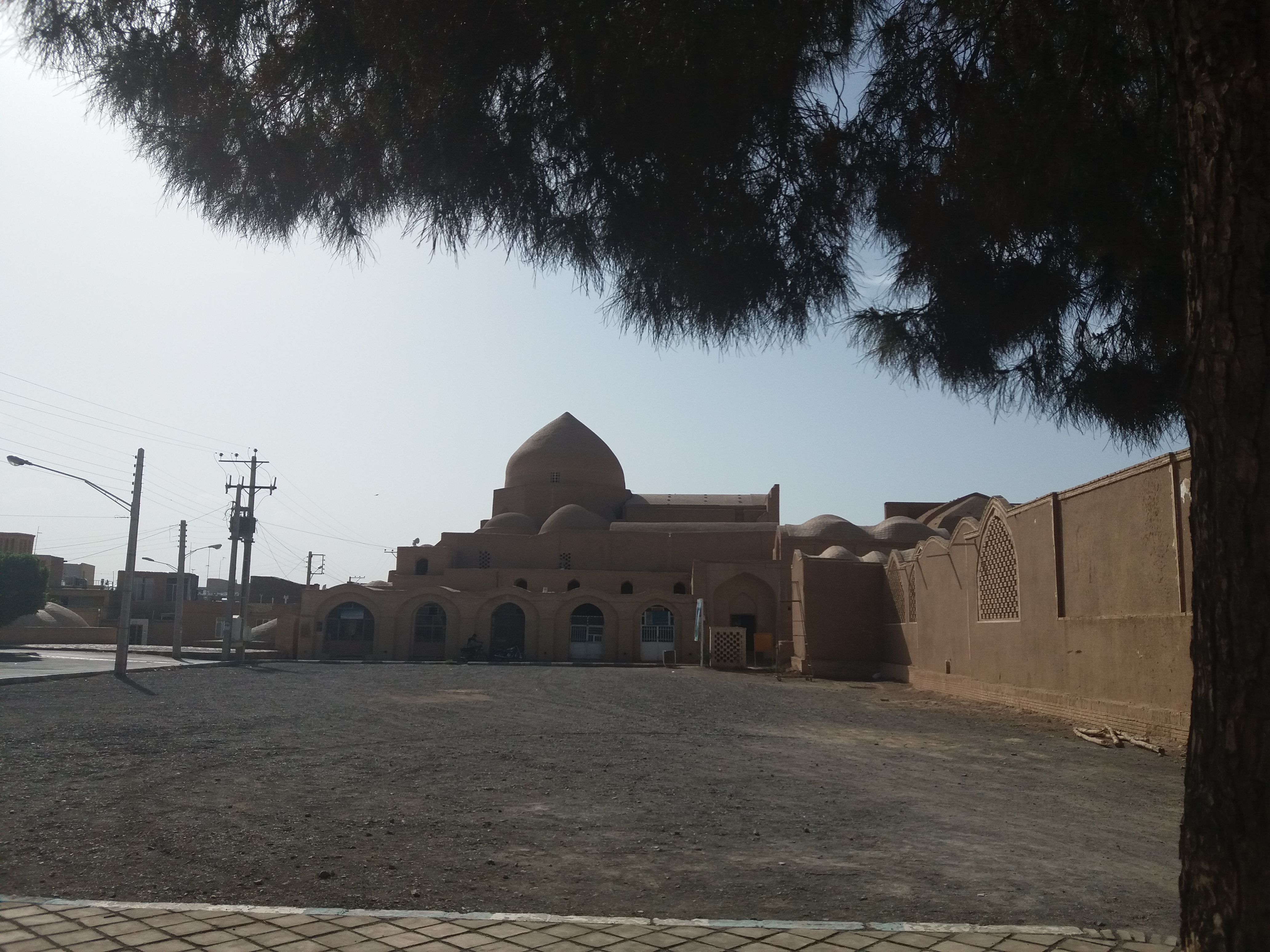

Zavareh (en persan : زواره, aussi romanisé comme Zavareh, Zavâre, Zavvāreh et Zūrāvar ; également connu sous le nom Īstgāh-ye Zavār) est une ville et la capitale du district Zavareh, dans le comté d'Ardestan, province d'Ispahan, en Iran. Au recensement de 2006, sa population était de 7 806 habitants, dans 2 197 familles.
La ville de Zavareh est située au nord-est de la province d'Ispahan, à côté de la zone centrale du désert. Il est connu que Zavareh avait un temple du feu sassanide et était un important centre commercial dans la période Seldjoukides. La ville est nommée d'après Zavareh, le frère de Rostam, un héros mythique de l'Iran.
Khodashahr (la Cité de Dieu), première ville high-tech de l'Iran, a été construite à l'est de Zavareh avec des investissements d'Iraniens d'outre-mer.